# 라돈

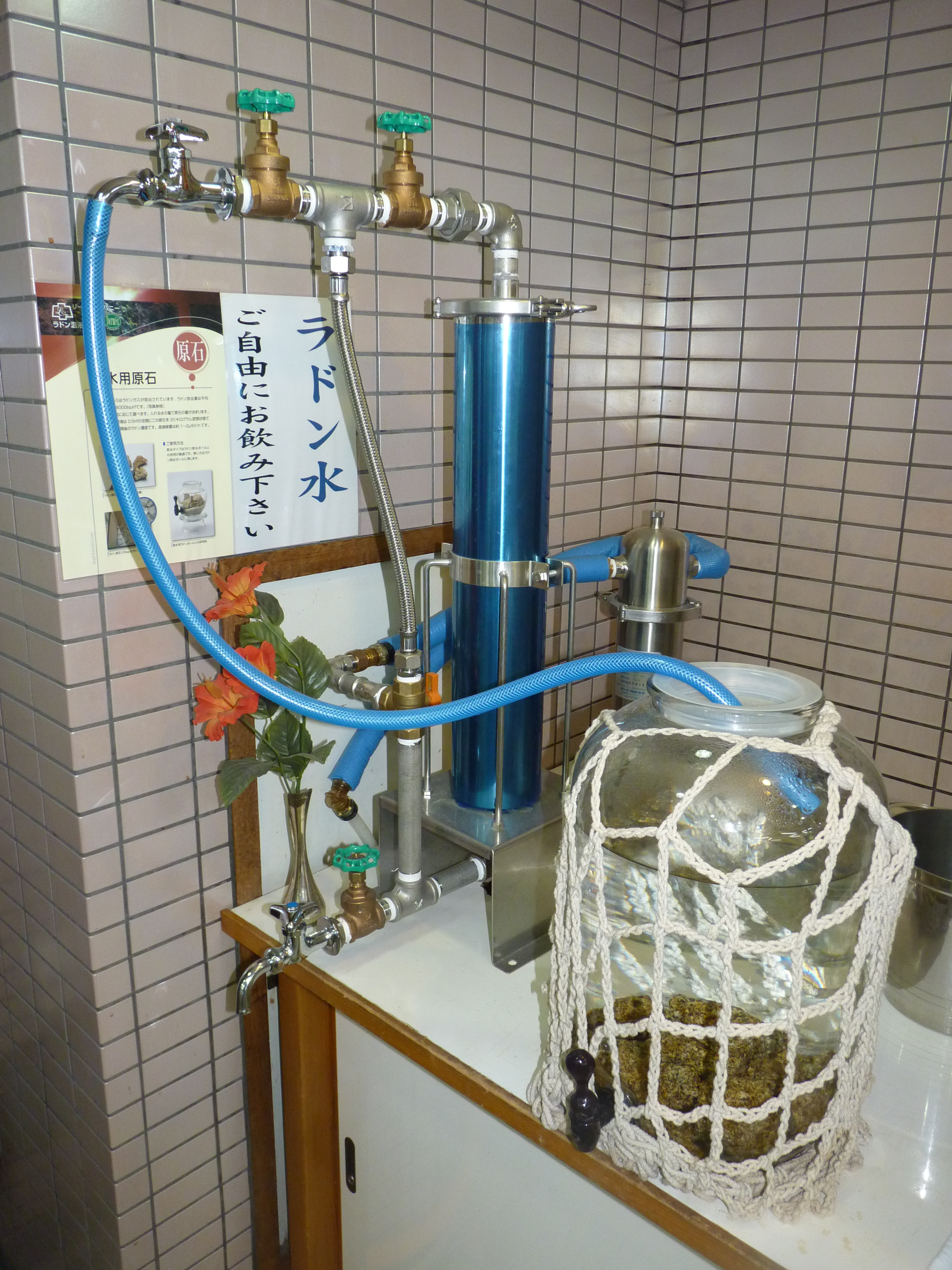

라돈(←독일어: Radon 라돈[*], 영어: radon 레이돈[*])은 화학 원소로 기호는 Rn(←라틴어: radon 라돈[*]), 원자 번호는 86이다. 라돈은 방사성 비활성기체로써 무색, 무미, 무취의 성질을 가지고 있으며 공기보다 무겁다. 자연에서는 우라늄과 토륨의 자연 붕괴에 의해서 발생된다. 가장 안정적인 동위 원소는 라돈-222으로 반감기는 3.8일이고, 이를 이용하여 방사선 치료 등에 사용된다. 라돈의 방사능을 흡입하게 되면 폐의 건강을 위협할 수 있다. 이러한 이유로 많은 과학자들이 라돈에 대한 화학적 연구를 꺼리고 있고, 그로 인해 아직까지 알려진 화학적 합성물질은 매우 극소수에 불과하다.
우라늄과 토륨이 납으로 자연붕괴되는 과정에서 라듐을 생성하게 되고, 이 라듐에 의해서 라돈이 생성되게 된다. 우라늄하고 토륨은 지구를 구성하는 물질 중에 하나이며, 지구상 어디에서나 흔히 존재하고 있다. 자연상태에 있는 우라늄의 반감기는 45억년, 토륨의 반감기는 140억년이다. 지구상에 우라늄과 토륨이 존재하는 한 계속적으로 라듐이 생성되고 그 과정에서 라돈이 생성되게 되어있다.

## 물리적 성질
라돈은 무색, 무미, 무취의 성질을 가진 기체로써 사람의 어떠한 감각 기관으로 감지가 불가능하다. 표준 온도 압력에서 라돈은 비활성기체의 성질을 지니며, 밀도는 9.73kg/m3로 지구 대기(해수면에서 밀도 1.217kg/m3)의 약 8배에 해당한다. 이로 인해 라돈은 상온에서 제일 밀도 높은 비활성기체이다. 라돈의 끓는점은 -61.8°C이며, 녹는점은 -71°C 이고 녹는점에서 노란색 방사성 발광을 시작하며, 액화 공기의 온도인 -195°C에서는 홍색 빛을 내게 된다.

### 위험성
라돈은 지구상에 흔한 우라늄, 토륨에 의해서 발생되므로, 건물의 미세한 균열이나 노출된 지표에 의해서 지표면의 건물 안이나 지하의 건물 안에서도 발견될 수 있다. 라돈의 물리적 특성상 공기보다 무겁기 때문에 공기순환이 잘 이뤄지지 않은 곳에서는 라돈이 쌓여서 축적될 수 있다. 이렇게 축적된 고농도의 라돈이 실내 생활을 하는 사람들의 폐에 들어가게 되어 폐암의 주요 원인이 되고 있다. 현재 비 흡연자의 폐암 발생 제1원인으로 라돈이 추정되고 있다. 북미서구권 에서는 라돈이 비 흡연자의 제1의 폐암 원인 물질로 판단하여, 실내의 라돈 환경 기준치를 설정하여 규제하고 있다. 이에 대한 산업도 활발하여 검출키트와 지표에서 올라오는 라돈 회수장치 등이 개발되어있다. 최근 한국에서는 각종 건축자재 및 일부 생활제품에서 기준치 이상의 라돈이 검출되고 있으며, 그로인한 비 흡연자의 폐암 발생 율이 증가하고 있다. 지면으로부터 높이 떨어진 고층건물에서도 라돈이 기준치 이상 검출 되었다. 이러한 이유는 라돈이 함유된 자재로 건축되었기 때문이다. 최근에는 콘크리트로 지어진 건축물중 신축 건축물에서 라돈이 기준치 이상 검출되고 있는 것이 확인되었다. 실내에 축적된 라돈을 줄이기 위해서는 외부 환기를 자주하여 축적된 라돈을 공기 중으로 비산시켜야 한다.
최근 비흡연자의 폐암 발생률 증가의 원인으로 주방 가스렌지가 지목되어 왔으나 이는 잘못된 사실이다. 흡연 다음으로 주택 내에서의 폐암에 원인으로는 라돈일 확률이 매우높다.
현재 대한민국은 지질학적 특성상 라돈 으로부터 매우 위험한 국가로 분류되어 있다.

## 역사
라돈은 1900년에 독일의 화학자인 도른이 발견했다. 라돈은 라듐의 방사성붕괴로 생기는데, 라돈 원자는 알파붕괴 과정을 거쳐 방사선을 내놓으면서, 방사성원소인 폴로늄의 원자가 된다. 라돈은 실상 몇 가지 이름이 주어졌다. 1904년에는 exradio, exthorio, exactinio가, 1918년에는 radon, thoron, akton이, 1919년에는 radeon, thoreon, actineon이, 그리고 끝으로 1920년에는 radon, thoron, actinon이 주어졌다.